# Park Narodowy Kayan Mentarang

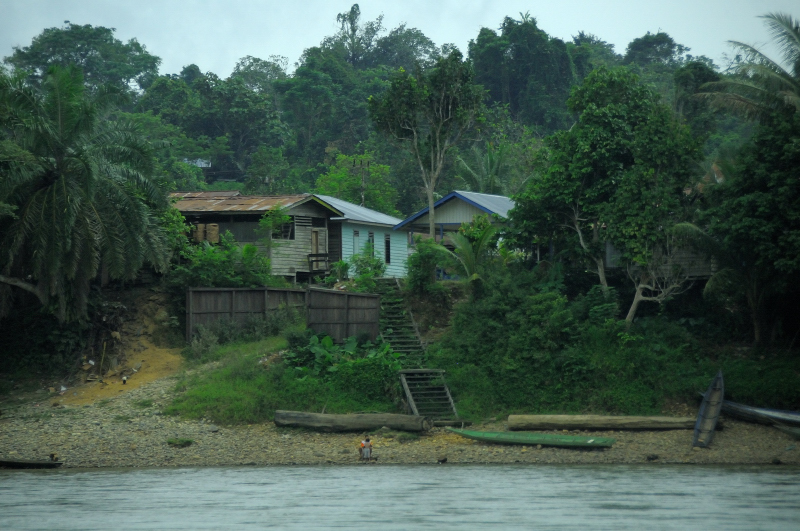
Wioska Dajaków

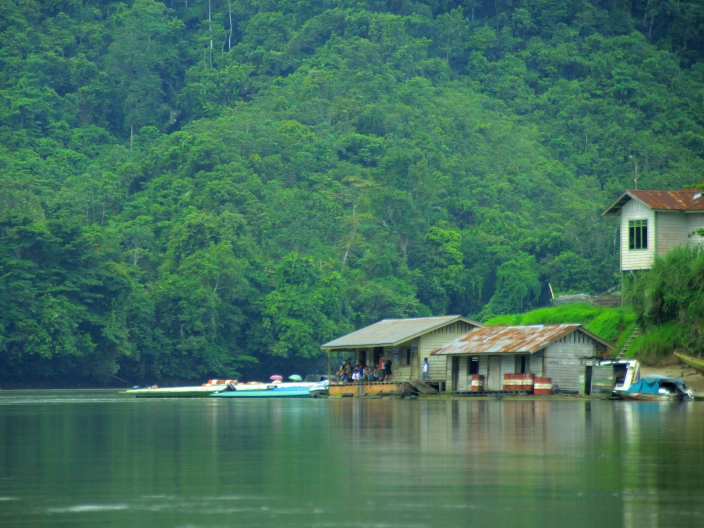
Pływająca stacja paliwowa na Kayanie

Park Narodowy Kayan Mentarang (indonez. Taman Nasional Kayan Mentarang) – park narodowy w Borneo Północnym, w Indonezji.

## Geografia i ekologia
Park położony jest w kabupatenie Bulungan w Borneo Północnym, przy granicy z malezyjskimi stanami Sarawak i Sabah. Rejon ten stanowi największy zachowany ciągły obszar pierwotnego i starego wtórnego lasu deszczowego na Borneo i w całej Azji Południowo-Wschodniej. Powierzchnia parku wynosi 13 605 km², z których około 70% leży poniżej 1000 m n.p.m. i porośnięta jest lasami z dominacją dwuskrzydlcowatych o olbrzymiej różnorodności gatunkowej. Stanowi on refugium dla licznych gatunków endemicznych, zagrożonych wyginięciem i rzadkich. Do parku prowadzi droga wodna z Tarakanu rzeką Mentarang.

## Flora
Na terenie parku stwierdzono występowanie między innymi Alstonia scholaris, Dyera costulata, Gonystylus bancanus, Agathis borneensis, Eusideroxylon zwageri, Gluta wallichii i Aquilaria malacensis, a wiele okazów pozostaje wciąż nieoznaczonych.

## Fauna
Awifaunę parku reprezentuje ponad 310 gatunków ptaków, z których 28 to zagrożone endemity Borneo. Ssaki wykazano z terenu parku w liczbie około 100 gatunków, w tym 15 endemitów. Do teriofauny należą m.in.: pantera mglista, biruang malajski z podgatunku H. m. euryspilus, langur kalimantański, langur białoczelny, makak orientalny i banteng borneański.

## Ludność
Znaleziska archeologiczne z terenu parku, takie jak narzędzia kamienne i groby sugerują, że teren ten był zamieszkany już 350 lat temu. Współcześnie rejon parku zamieszkuje około 20-25 tysięcy Dajaków z różnych grup etnicznych, w tym Kenyah, Punan, Lun Daye i Lun Bawang. Około 12 tysięcy z nich żyje w obrębie jego granic, a pozostali w strefie buforowej.

## Zagrożenia
Wschodniej części parku, zwłaszcza najbogatszym gatunkowo nizinnym lasom dwuskrzdlcowym zagrażać może nielegalna gospodarka drzewna i rolna.